# رایلی استیل
رایلی استیل (به انگلیسی: Riley Steele)، بازیگر پورنوگرافی آمریکایی است. او برنده چندین جایزه صنعتی از جمله نایت‌مووز و اکس‌بی‌آی‌زد شده است. او در طول حرفه خود در نشریات مختلفی مانند هاسلر و پنت‌هاوس ظاهر شده است.

## اوایل زندگی
استیل در اسکاندیدو، کالیفرنیا بزرگ شد. پیش از شروع حرفه فیلم پورنو در استارباکس کار می‌کرد و در زمین گلف و اغذیه‌فروشی نیز مشغول به کار بود.

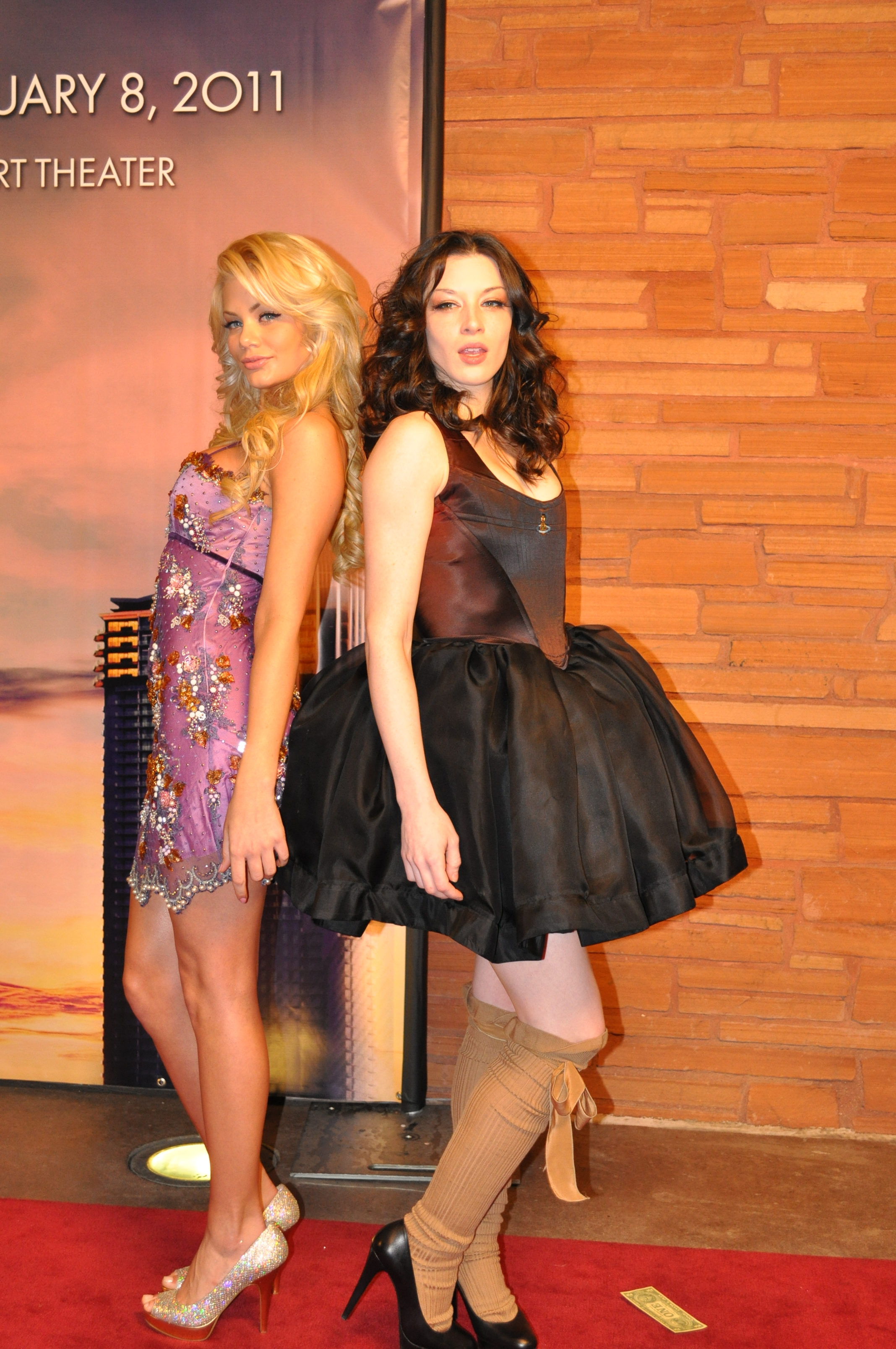
در ۲۰۱۱
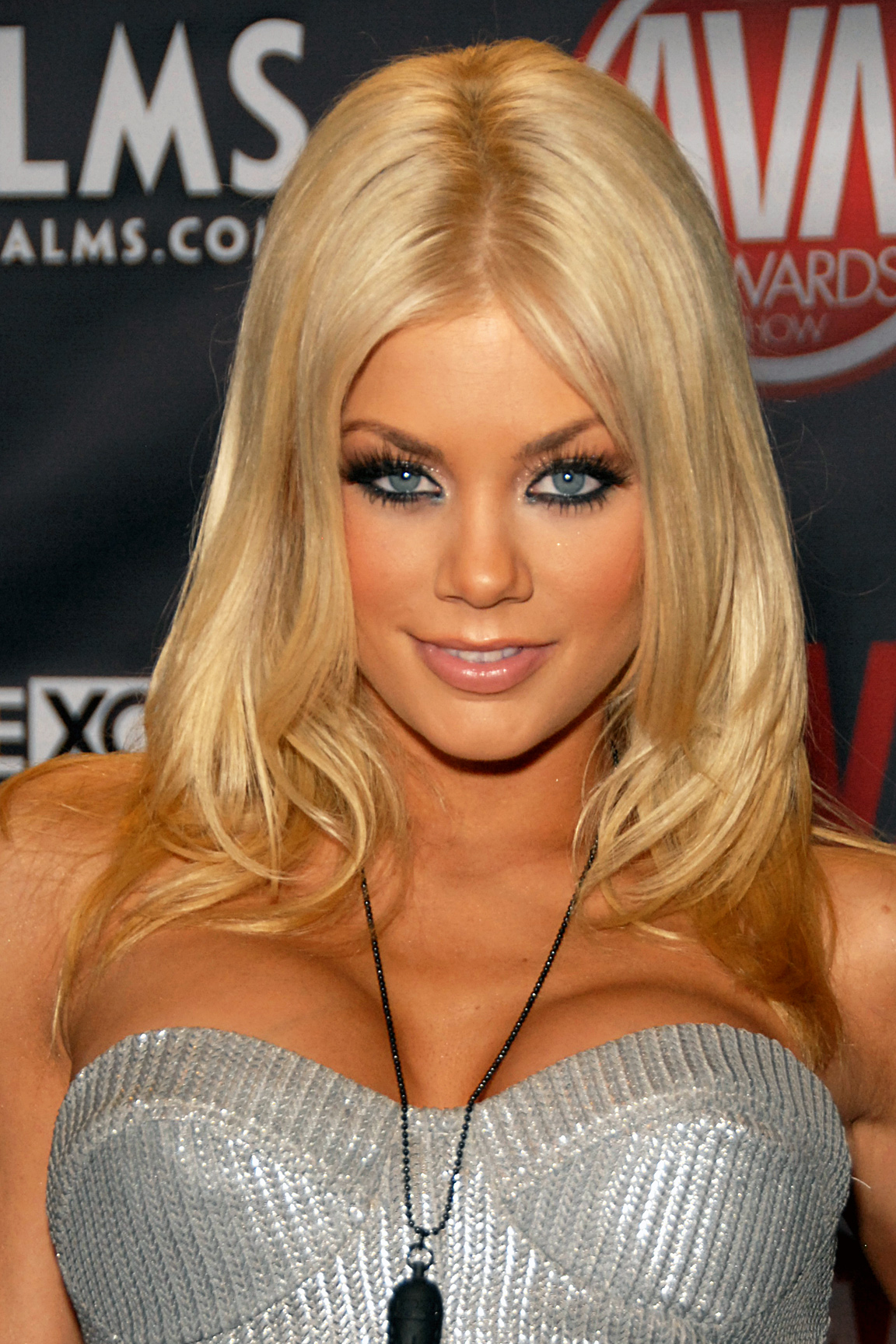
در ۲۰۱۰
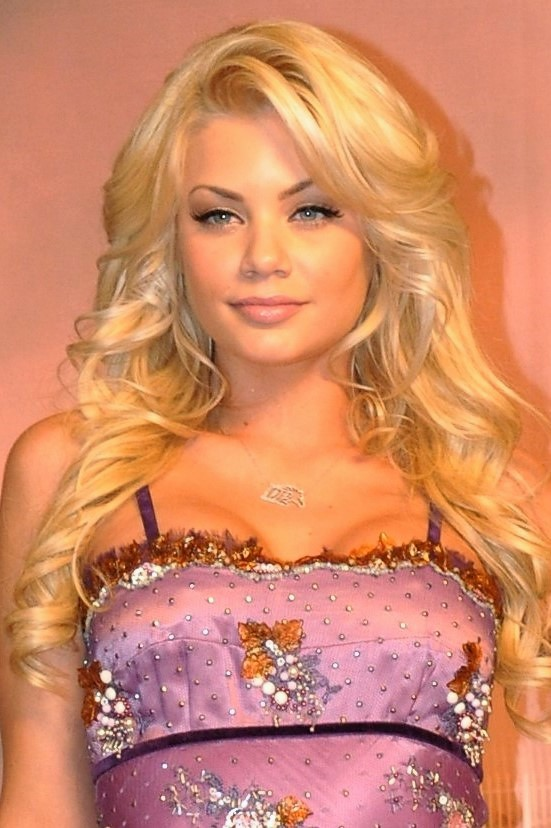
در ۲۰۱۱

## فیلم‌شناسی
استیل همچین در تعدادی آثار سینمایی و تلویزیونی ایفای نقش کرده‌است که در جدول زیر اسامی آثار مشاهده می‌شود.
| سال  | عنوان                         | نقش                | توضیحات           |
| ---- | ----------------------------- | ------------------ | ----------------- |
| ۲۰۰۹ | دزدان دریایی۲                 | Governor's Girl #2 |                   |
| ۲۰۱۰ | پیرانا سه‌بعدی                 | Crystal            |                   |
| 2011 | Life on Top                   | Tippi              | ۱۰ قسمت           |
| 2011 | NTSF:SD:SUV                   | Erica              | فصل اول، اپیزود ۷ |
| 2012 | The Girl's Guide to Depravity | Kaylie             | ۸ اپیزود          |

## جوایز
| سال  | جشنواره                     | دسته‌بندی                                                                                     | اثر             |
| ---- | --------------------------- | -------------------------------------------------------------------------------------------- | --------------- |
| ۲۰۱۱ | جایزه ای‌وی‌ان                | بهترین صحنه سکس گروهی تمام‌دختر (با کایدن کراس، جسی جین، کاتسونی و ریون الکسیس)               | گرمای بدن       |
| ۲۰۱۱ | جایزه ای‌وی‌ان                | ستاره متقاطع سال                                                                             | —               |
| ۲۰۱۱ | جایزه ای‌وی‌ان                | جایزه طرفداران - وحشی‌ترین صحنه سکس (با کایدن کراس، جسی جین، کاتسونی و ریون الکسیس)           | —               |
| ۲۰۱۱ | جایزه ایکس‌بیز               | ستاره متقاطع سال                                                                             | —               |
| ۲۰۱۱ | جایزه ایکس‌آرسی‌او            | محبوب رسانه‌های جریان اصلی صنعت بزرگسال                                                       | —               |
| ۲۰۱۲ | جایزه ای‌وی‌ان                | جایزه طرفداران - بهترین بدن                                                                  | —               |
| ۲۰۱۲ | جایزه ای‌وی‌ان                | جایزه طرفداران - بازیگر پورن محبوب                                                           | —               |
| ۲۰۱۲ | جایزه ای‌وی‌ان                | جایزه طرفداران - داغ‌ترین صحنه سکس (با جسی جین، کایدن کراس، استویا، بیبی جونز و مانوئل فرارا) | پرستارهای بچه ۲ |
| ۲۰۱۲ | جایزه ای‌وی‌ان                | جایزه طرفداران - ملکه توییتر                                                                 | —               |
| ۲۰۱۲ | NightMoves Awards           | بهترین بدن به‌طور کلی                                                                         | —               |
| ۲۰۱۳ | جایزه ای‌وی‌ان                | جایزه طرفداران - بهترین بدن                                                                  | —               |
| ۲۰۱۳ | جایزه ای‌وی‌ان                | جایزه طرفداران - بازیگر پورن محبوب                                                           | —               |
| ۲۰۱۳ | RogReviews Fan Faves Awards | بازیگر زن محبوب                                                                              | —               |
| ۲۰۱۳ | جایزه ایکس‌بیز               | Best Scene - Vignette Release (با اریک اورهارد)                                              | در شورت رایلی   |
| ۲۰۱۳ | جایزه ایکس‌بیز               | بهترین صحنه تمام‌دختر (با جسی جین، کایدن کراس، سلنا رز و ویکی چیس)                            | مادران و دختران |